# Хорсид (футбольный клуб)
Хорсид — сомалийский футбольный клуб, расположенный в городе Хорсид, Сомали. Хорсид семикратный чемпион первого дивизиона Сомали по футболу. Команда Вооруженных Сил Сомали, Хорсид была одним из самых грозных и титулованных футбольных клубов в стране. После разразившейся гражданской войны он прекратил свое существование, но был возрожден в 2013 году генералом Дахиром Аденом Эльми, командующим Вооруженными силами Сомали. Генерал Элми возобновил существование всех команд спортивного клуба «Хорсид», с акцентом на футбольную команду, которая снова начала соревноваться в Первом дивизионе Сомали по футболу.
В 2017 году его председателем был назначен полковник Ахмед Мохамед Хассан, молодой офицер Корпуса Генерального штаба Сомали, с тех пор в клубе произошли позитивные изменения, которые привели к тому, что клуб восстановил свою прежнюю славу.

## Клубный Кубок КЕСАФА
Хорсид первый клуб из первого дивизиона Сомали по футболу который дошел до финала Клубного Кубока КЕСАФА. В 1977, они дошли до полуфинала, где проиграли команде Луо Унион из Кении, со счетом 2-1. В последующие сезоны они дважды достигали полуфинала соревнований, едва проигрывая Симбе из Танзании в 1978, и АФК Леопардс из Кении в 1979. Матчи проводились в Сомали.

## Достижения
- Первый дивизион Сомали по футболу: 7

 — 1972, 1973, 1974, 1977, 1978, 1979, 1980
- Кубок Сомали по футболу: 4

 — 1982, 1983, 1987, 2015
- Клубный Кубок КЕСАФА: 0

 — 1977